# Jean Dop
Pour les articles homonymes, voir Dop.
Pas d'image ? Cliquez ici

a Compétitions nationales et continentales officielles uniquement.

b Matchs officiels uniquement.
Jean Dop, né le 1er mai 1924 à Toulouse (France) et mort le 26 février 2003 à Cassis (France),, est un joueur français de rugby à XIII des années 1950 évoluant au poste de demi de mêlée.

## Biographie
Jean Marcel Dop naît le 1er mai 1924 à Toulouse (Haute-Garonne). Sa mère, Marguerite Dop (née le 6 août 1899 à Melles et décédée le 28 septembre 1956 à Saint-Jean-de-Luz), est cultivatrice. J. Dop épouse Thérèse Jacqueline Marcelle Malafronte (1932-2022) le 11 avril 1950 à Marseille avec laquelle il a deux enfants : Gérard et Brigitte.
Ancien du Saint-Jean-de-Luz olympique rugby (SJLO), formé au rugby à XV, Jean Dop est la vedette de Marseille et du XIII de France durant les années 1950. En 1955, au Gabba Park de Brisbane, le XIII de France est mené de 12 points (28-16), à un quart d'heure de la fin, contre l'Australie. Jean Dop, qui joue arrière, contre-attaque : 28-21 ; deux minutes plus tard, il slalome et sert Merquey : 28-26 ; A quelques secondes de la fin, depuis ses buts il monte à l'assaut, crochète, élimine tout ce qui se présente et lance Ducasse à dix mètres de la ligne : 28-29. Le XIII de France remporte le second test de la tournée. Il termine sa carrière à Montpellier XIII avec des joueurs comme Guiraud, Poulet, Barcelo, Rameil et Boutonnet.
Il a tenu après sa carrière un restaurant au 5, quai des Baux à Cassis, aujourd'hui appartenant à sa petite-fille.

## Palmarès
- Collectif :
  - Vainqueur de la Coupe d'Europe des nations : 1949  et 1951 et 1952 (France).
  - Vainqueur du Championnat de France : 1949 (Marseille).
  - Vainqueur de la Coupe de France : 1948, 1949 et 1957 (Marseille).
  - Finaliste du Championnat de France : 1950, 1952 et 1954 (Marseille).
  - Finaliste de la Coupe de France : 1955 (Marseille).

### Coupe d'Europe des nations
| Édition | Rang | Résultats France | Résultats Dop | Matchs Dop |
| ------- | ---- | ---------------- | ------------- | ---------- |
| 1949    | 1er  | 3 v 0 n 1 d      | 1 v 0 n 0 d   | 1/4        |
| 1950    | 4    | 1 v 0 n 2 d      | 0 v 0 n 2 d   | 2/3        |
| 1951    | 1er  | 2 v 0 n 1 d      | 0 v 0 n 1 d   | 1/3        |
| 1952    | 1er  | 2 v 0 n 1 d      | 1 v 0 n 0 d   | 1/3        |
| 1953    | 3    | 1 v 0 n 2 d      | 0 v 0 n 1 d   | 1/3        |

### Détails en club
| Saison    | Saison           | Championnat           | Championnat | Coupe           | Coupe      | Sélection | Sélection | Sélection | Sélection | Sélection | Sélection | Sélection |
| Saison    | Saison           | Comp.                 | Class.      | Comp.           | Class.     | Comp.     | M         | Pts       | Ess.      | Buts      | Dp.       |           |
| --------- | ---------------- | --------------------- | ----------- | --------------- | ---------- | --------- | --------- | --------- | --------- | --------- | --------- | --------- |
| 1946-1947 | RC Marseille     | Championnat de France | 8e          | Coupe de France | 1/4 finale |           |           |           |           |           |           |           |
| 1947-1948 | RC Marseille     | Championnat de France | 1/2 finale  | Coupe de France | Vainqueur  |           |           |           |           |           |           |           |
| 1948-1949 | RC Marseille     | Championnat de France | Vainqueur   | Coupe de France | Vainqueur  | CE        | 2         | -         | -         | -         | -         |           |
| 1949-1950 | RC Marseille     | Championnat de France | Finaliste   | Coupe de France | 1/2 finale | CE        | 2         | -         | -         | -         | -         |           |
| 1950-1951 | RC Marseille     | Championnat de France | 1/2 finale  | Coupe de France | 1/4 finale | CE/T      | 4         | -         | -         | -         | -         |           |
| 1951-1952 | RC Marseille     | Championnat de France | Finaliste   | Coupe de France | 1/8 finale | CE        | 4         | 3         | 1         | -         | -         |           |
| 1952-1953 | RC Marseille     | Championnat de France | 1/2 finale  | Coupe de France | 1/8 finale | CE        | 2         | -         | -         | -         | -         |           |
| 1953-1954 | RC Marseille     | Championnat de France | Finaliste   | Coupe de France | 1/2 finale |           |           |           |           |           |           |           |
| 1954-1955 | RC Marseille     | Championnat de France | 5e          | Coupe de France | Finaliste  | T         | 5         | -         | -         | -         | -         |           |
| 1955-1956 | RC Marseille     | Championnat de France | 1/2 finale  | Coupe de France | 1/2 finale |           | 1         | -         | -         | -         | -         |           |
| 1956-1957 | RC Marseille     | Championnat de France | 1/2 finale  | Coupe de France | Vainqueur  |           | 2         | -         | -         | -         | -         |           |
| 1957-1958 | Montpellier XIII | Championnat de France | 9e          | Coupe de France | 1/8 finale |           |           |           |           |           |           |           |